# João de Lobeira
João Pires de Lobeira (c. 1233-1285) fue un trovador portugués del siglo XIII que vivió en la corte de Alfonso III y de Dionisio I de Portugal y donde pudo relacionarse con otras personas de letras, como João Soares Coelho y João Peres d'Avoim.

## Biografía
Fue hermanastro del también trovador Martim Peres Alvim. Solo dejó siete composiciones: seis cantigas de amor y una cantiga de escarnio. Entre las cantigas de amor destaca Leonoreta fin roseta. Se cree también que es autor, en prosa, de la primera edición escrita del Amadís de Gaula. Hasta el siglo XIX se pensaba que la obra la había escrito Vasco de Lobeira, personaje que habría adquirido gran renombre en la Elvas del siglo XIV. En 1880 se publicó el Cancioneiro da Biblioteca Nacional, que contenía cantigas medievales en galaico-portugués, figurando el lai de Leonoreta firmado por João Lobeira, poema que también aparece en la versión del Amadís elaborada por Garci Rodríguez de Montalvo. Es posible, por tanto, que Lobeira hubiera sido el autor de los tres libros originales del romance, habiéndolos completado o revisado Vasco de Lobeira a finales del siglo XIV. Carolina Michaelis de Vasconcellos, en su magna edición del Cancionero de Ajuda (1904), da algunos apuntes biográficos de Lobeira. Colocci Brancuti, en su Canzoniere (1880), recoge cinco poemas de Lobeira; en uno de ellos, el trovador usa el mismo ritournelle que Oriana, en su cántico del Amadis de Gaula, lo que ha dado lugar a suponer que se trata del autor del romance de caballería. El folklorista Thomas Pires, biógrafo de Vasco de Lobeira, siguiendo la tradición, atribuía a este último la autoría de la obra, pero sin aportar referencias.